# 戴斯蒙德·霍華德
戴斯蒙德·凱文·霍華德（英語：Desmond Kevin Howard，1970年5月15日—）是美國國家橄欖球聯盟（NFL）的美國前職業橄榄球運動員。霍華德一般司职回攻手，也会担任外接手。他目前是ESPN的大學橄欖球分析師。
1989年至1991年，他为密西根大学狼獾队效力，并于1991年赢得了海斯曼奖。他曾在NFL为华盛顿红人队（1992–1994），杰克逊维尔美洲虎（1995），绿湾包装工（1996、1999），奥克兰突袭者（1997–1998）和底特律雄狮（1999–2002）效力。在1997年的第三十一届超级碗上，霍华德所在的绿湾包装工以35-21击败新英格兰爱国者夺冠，在比赛进入第三节尾声时，霍华德跑出了99码的回攻达阵，一举为包装工队奠定了胜局，他也被评选为当届超级碗最有价值的球员。他也是迄今为止唯一一名获得超级碗最有价值球员的特勤组球员。2011年，霍华德入选了大学足球名人堂。